# Венский бассейн
Венский бассейн (нем. Wiener Becken, словац. Viedenská kotlina, чеш. Vídeňská pánev) — субпровинция Среднедунайской низменности в Австрии (Нижняя Австрия и частично Бургенланд), Словакии (Загорье) и Чехии (южная Моравия).
Включает в себя:
- Венский бассейн в узком смысле (чешская часть называется Нижнеморавская низменность, словацкая — Борская низменность).
- Лейтские горы
- Мархфельд (Моравское поле)
- Хвойницкая возвышенность

Борская низменность вместе с Хвойницкой возвышенностью называется Загорской низменностью.